# Alliance française en Suède
 (janvier 2025).
L'Alliance française en Suède est un réseau de dix-sept associations de droit local présentes dans autant de villes, dont l’activité principale est l'enseignement de la culture et de la langue françaises. Il appartient au réseau mondial de plus de 1000 Alliances françaises, coordonné par la Fondation Alliance française à Paris.

## Histoire
La première Alliance française a été créée à Stockholm en 1889.